# Ormbärssläktet
Ormbärssläktet (Paris) är ett växtsläkte i familjen nysrotsväxter med cirka 25 arter från tempererade delar av Europa och Asien. I Sverige förekommer en art naturligt, ormbär (P. quadrifolia). Några andra arter odlas som trädgårdsväxter i Sverige.
Släktets systematiska placering är omstridd. Enligt klassisk systematik räknades släktet till liljeväxterna, men har numera brutits ut ur denna familj, antingen för att bilda familjen trebladsväxter tillsammans med till exempel släktet treblad (Trillium), eller som del av den mer omfattande familjen nysrotsväxter (Melanthiaceae).
Arten Paris japonica kallas även Kinugasa japonica, och Paris polyphylla för Daiswa polyphylla, och förs alltså då till andra släkten.
Alla arterna i släktet är fleråriga örter. De har en krypande jordstam och en 20–30 centimeter upprätt ogrenad stjälk. Arterna bär ett enda blådaggigt bär, som kan vara giftigt.